# Folke Rehnström
Sven Evert Folke Rehnström, född 3 november 1942 i Halmstads församling i Hallands län, död 1 september 2020 i Hudiksvalls distrikt i Gävleborgs län, var en svensk militär.

## Biografi
Rehnström avlade officersexamen vid Krigsskolan 1967 och utnämndes samma år till officer vid Wendes artilleriregemente. Han gick Artilleriofficersskolan vid Artilleri- och ingenjörofficersskolan 1969–1970, befordrades till kapten 1972, studerade vid Militärhögskolan 1972–1975, tjänstgjorde vid Arméstaben 1975–1980 (från 1977 som detaljchef), var lärare på deltid i allmän taktik vid Artilleri- och ingenjörregementesofficersskolan 1976–1981, befordrades till major 1978, tjänstgjorde vid Programavdelningen i Planeringsledningen i Försvarsstaben 1980–1981 och tjänstgjorde vid Smålands artilleriregemente 1981–1983. År 1983 befordrades han till överstelöjtnant, varefter han var chef för Programavdelningen i Planeringsledningen i Försvarsstaben 1983–1986, tjänstgjorde vid Systemavdelningen i Huvudavdelningen för armémateriel i Försvarets materielverk 1986–1987 och var bataljonschef vid Karlskrona kustartilleriregemente 1987–1988. Han befordrades till överste 1989, varpå han var överdirektör och ställföreträdande generaldirektör för Försvarets materielverk 1989–1994, befordrad till generalmajor 1991. Därefter var han departementsråd i Försvarsdepartementet 1994–1995 och stabschef vid staben i Norra militärområdet 1995–1996, varefter han befordrades till generallöjtnant 1996 och var departementsråd och chef för Huvudenheten för totalförsvarets militära del i Försvarsdepartementet 1996–1998. Rehnström var chef för Krigsförbandsledningen i Högkvarteret 1998–2002.
Folke Rehnström invaldes 1986 som ledamot av Kungliga Krigsvetenskapsakademien.